# Hodně štěstí, Charlie (4. řada)
Čtvrtá řada seriálu Hodně štěstí, Charlie je pokračování třetí řady téhož seriálu a současně jeho finální řadou. Má celkem 20 dílů. Americká televizní stanice Disney Channel je vysílala v premiéře od 28. dubna 2013 do 16. února 2014, její česká mutace je pak odvysílala od 10. listopadu 2013 do 24. srpna 2014. Díly nebyly vysílány podle pořadí produkce.

## Přehled řady
| Řada | Řada | Díly | USA            | USA            | ČR                 | ČR             |
| Řada | Řada | Díly | Premiéra řady  | Finále řady    | Premiéra řady      | Finále řady    |
| ---- | ---- | ---- | -------------- | -------------- | ------------------ | -------------- |
|      | 4    | 20   | 28. dubna 2013 | 16. února 2014 | 10. listopadu 2013 | 24. srpna 2014 |

## Obsazení
Bridgit Mendler, Jason Dolley, Bradley Steven Perry, Mia Talerico, Leigh Allyn Baker a Eric Allan Kramer zatím účinkovali ve všech dílech.

## Díly
| Č. v seriálu | Č. v řadě | Originální název                | Český název                          | Premiéra v USA     | Premiéra v ČR      |
| --- | --------- | ------------------------------- | ------------------------------------ | ------------------ | ------------------ |
| 78 | 1         | Duncan Dream House              | Dům snů                              | 28. dubna 2013     | 10. listopadu 2013 |
| Duncanovy zůstávají v hotelu, poté co byl jejich dům zničen termity. Rozhodnou se, že by měli obnovit dům zničený termity, nebo postavit úplně nový. Pocity Charlie a Teddy ohledně domu jsou ovlivněny jejich představami. Charlie mluví s její hračkou a Teddy má sen s Mupetty. Gabe předstírá, že je geniální dítě účetní, jménem Ted Johnson, aby získal zdarma jídlo na semináři v hotelu. PJ a Emmett se snaží dostat z jejich pronajatého bytu, a přestěhovat se do mnohem lepšího bytu. |           |                                 |                                      |                    |                    |
| 79 | 2         | Doppel Date                     | Rande s Dvojníkem                    | 5. května 2013     | 17. listopadu 2013 |
| Poté, co se Teddy dozví o tom, že má Spencer novou holku, rozhodne se najít si také někoho nového, no její nový kluk vypadá až příliš podobně jako Spencer. Bob a Gabe koupili nový extravagantní gauč, což se vůbec nelíbí Amy. PJ jde první den do kulinářské školy no hned se stává terčem vtipů jeho učitele. |           |                                 |                                      |                    |                    |
| 80 | 3         | Demolition Dabney               | Rande pro Tři                        | 12. května 2013    | 24. listopadu 2013 |
| Gabe se zamiluje do nové sousedy Lauren, dokud nezjišťuje, že její babička je vlastně paní Dabneyová. Amy se míchá do interview Taddy na Yale univerzitě. Bob se snaží přijít na způsob, jak přivést nové zákazníky do jeho deratizérského podniku. Hostující hvězdy: Jaylen Barron jako Lauren |           |                                 |                                      |                    |                    |
| 81 | 4         | Go Teddy!                       | Teddy roztleskávačkou                | 19. května 2013    | 1. prosince 2013   |
| Po objevení školní soutěže roztleskávaček na Havaji zve Kelsey Teddy do týmu. Teddy ale na zkoušce selže a tak žádá trenérku o druhou šanci. Mezitím žádá Amy PJe a Gabea aby vzali Tobyho do parku. Bob se snaží přelstít Charlie. Hostující hvězdy: Karen Maruyama jako trenérka |           |                                 |                                      |                    |                    |
| 82 | 5         | Rock Enroll                     | Rock a Bob                           | 2. června 2013     | 15. prosince 2013  |
| Teddy se snaží napsat esej o svém životě na přihlášku na vysokou školu. Student ze staré Gabeové školy ho žádá o radu s vtípkem na učitelku. PJ neochotně jde s Bobem na koncert staré rockové kapely z 80-tych let, no ztratí se a přicházejí až v poslední minutu koncertu. |           |                                 |                                      |                    |                    |
| 83 | 6         | The Unusual Suspects            | Obvyklý podezřelý                    | 8. června 2013     | 29. prosince 2013  |
| Teddy dostává výhrůžné listy od tajemného studenta. Amy a Debbie Dooleyová se hádají o to, kdo učí jejich dcery ošklivá slova. Gabe předstírá, že je PJ jeho zákonný zástupce aby Amy a Bob neviděli jeho špatné vysvědčení. |           |                                 |                                      |                    |                    |
| 84 | 7         | Rat-A-Teddy                     | Teddy a krysa                        | 23. června 2013    | 2. února 2014      |
| Teddy přespává s holkama u PJe v bytě aby zapomněla na výročí se Spencerem, zatímco co se PJ a Emmett starají o krysu jejich souseda, který je pryč. Poté, co Verne končí u Boba a rozbíhá vlastní podnik, Bob najme mladíka Beau jako náhradu. Amy a paní Dabneyová používají na Gabea a Lauren trik aby dělali domácí práce, ale vše se obrátí, když to Gabe a Lauren zjistí. Hostující hvězdy: Luke Benward jako Beau |           |                                 |                                      |                    |                    |
| 85 | 8         | Charlie 4, Toby 1               | Charlie sdílí narozeniny             | 14. července 2013  | 9. února 2014      |
| Amy připravuje narozeninovou oslavu pro Charlie a Tobyho. Teddy pomůže Beauovi rozejít se se svou starou holkou z rodného města. Gabe je poslán domů ze školy poté co se dostal omylem do šarvátky a je teď známý jako nový ostrý hoch ve škole. Hostující hvězdy: Luke Benward jako Beau |           |                                 |                                      |                    |                    |
| 86 | 9         | Futuredrama                     | Drama z budoucnosti                  | 28. července 2013  | 8. prosince 2013   |
| V dílu z budoucnosti, čtrnáctiletá Charlie hledá pomoc, zatímco bojuje s jedenáctiletým Tobbym. Ten s ní nemluví a tak nachází pomoc v Teddyném video deníku, kde řešila Teddy podobný problém s Gabeem. Mezitím řeší Duncanovi v přítomnosti problém se sousedy. Hostující hvězdy: Ava Sambora jako budoucí Charlie |           |                                 |                                      |                    |                    |
| 87 | 10        | Teddy's New Beau                | Teddy jde na nerande                 | 4. srpna 2013      | 16. února 2014     |
| Beau a Teddy jdou na rande do restaurace v západním stylu. Mezitím mají jít Amy a Bob na večeři s Wentzovi, no ti nemohou a tak jdou na večeři sami. Čeká je ale překvapení. Mezitím hlídá doma PJ Gabea, Charlie a Tobyho. Nezvládne ale situaci a zničí nový gauč. Když jsou do nábytku pro nový, žádný stejný tam nenajdou. Gabe vidí podobnou zelenou pohovku a navrhne aby ji koupili a obelhali Boba a Amy. Hostující hvězdy: Luke Benward jako Beau |           |                                 |                                      |                    |                    |
| 88 | 11        | Teddy's Choice                  | Narozeninová překvapení              | 11. srpna 2013     | 23. února 2014     |
| Rodina včetně Beaua slaví 18. narozeniny Teddy, ale Spencer se nečekaně objeví a řekne, že k Teddy pořád chová city, což tlačí Teddy do výběru mezi ním a Beauem. Mezitím Bob omylem koupí dívčí košili pro Gabea. Poté nosí dívčí košili on sám, aby dokázal Gabeovi, že nezáleží na tom, co si myslí ostatní. Instruktor vaření PJ-e se chová k PJ-ovi přehnaně mile, no všechno dělá s cílem získat od něj dobré o hodnocení učitelů. Hostující hvězdy: Luke Benward jako Beau |           |                                 |                                      |                    |                    |
| 89 | 12        | Bug Prom                        | Brouččí ples                         | 15. září 2013      | 2. března 2014     |
| Bob zve sebou Amy na výroční schůzi Denver Pest Control Association (Bug Prom). Amy si stěžuje, že musí jít, a Teddy je ráda, že ona nemusí, no to jen do té doby než ji Beau žádá, aby šla. Večer se promění v katastrofu, když Teddy zjistí, že Beauova teta Karen je vlastně žena, kterou Amy nemohla vystát, když s ní pracovala v nemocnici. Karen a Amy se utkají v tanečním souboji. Gabe má lístky na nový film, na který má jít s Lauren, no ta jede kempovat a tak se nabídne do kina místo ní paní Dabneyová. Gabe souhlasí, ale paní Dabneyová mluví v kině příliš nahlas a tak je oba vyhodí. Mezitím PJ hlídá Charlie a Tobyho, a také musí upéct dort pro vaření do školy. Ochutnávka skončí skvěle, no pak Charlie upeče dort v její malé troubě. Dort chutná opravdu dobře, takže PJ ho chce vydávat za vlastní. Hostující hvězdy: Luke Benward jako Beau, Brooke Dillman jako Karen |           |                                 |                                      |                    |                    |
| 90 | 13        | Weekend in Vegas                | Víkend v Las Vegas                   | 22. září 2013      | 23. března 2014    |
| Maturita se blíží, Teddy a Ivy udělají seznamu věcí, které chtějí udělat, než absolvují. Když Ivy navrhuje výlet, Teddy pak navrhne cestu do Las Vegas s rodinou Wentzů ve svém novém karavanu. Amy je uražená Gabem, poté co jí neřekl, že se připojil k baseballovému týmu, kvůli jejímu trapnému chování na sportovních akcích v minulosti. Bert a paní Dobbsová oznamují, že se budou brát a nechávají Boba a PJ plánovat rozlučku se svobodou a svatbu. |           |                                 |                                      |                    |                    |
| 91 | 14        | Fright Knight                   | Duncanovic dýně                      | 6. října 2013      | 20. dubna 2014     |
| Je Halloween a v snaze získat peníze pro školní dramatický kroužek, Teddy, Vonnie, Kelsey a Victor jdou koledovat. Gabe a PJ jsou vyděšeni strašidelnou sousedkou PJ-e. Bob a Charlie zůstávají doma a rozdávají sladkosti Halloweenským koledníkům. |           |                                 |                                      |                    |                    |
| 92 | 15        | Sister, Sister                  | Sesterské spory                      | 13. října 2013     | 27. dubna 2014     |
| Teddy se snaží usmířit Amy a její sestru dvojče Jamie. Mezi PJem a Wonnie dochází k nedorozumění. Gabe a Jake používají Tobyho obličej pro reklamu, aby vydělali peníze navíc. |           |                                 |                                      |                    |                    |
| 93 | 16        | Bob's Beau-Be-Gone              | Bob, Beau a brouci                   | 10. listopadu 2013 | 9. března 2014     |
| Bob a Beau jsou si stále bližší, Beau však dostane nabídku práce v jeho rodném Tennessee, a tak se s ním musí Bob a Teddy rozloučit. Kvůli měsíčnímu nájemnému hledají PJ a Emmett nového spolubydlícího, se kterým by si rozdělili náklady. Hostující hvězdy: Luke Benward jako Beau |           |                                 |                                      |                    |                    |
| 94 | 17        | Good Luck Jessie: NYC Christmas | Hodně štěstí Jessie: Vánoční speciál | 29. listopadu 2013 | 3. srpna 2014      |
| Když je Teddy přijata do školy v New Yorku, jde do New Yorku spolu s PJem. PJ se opět potkává se Skyler. Mezitím Teddy jede v metru a setkává se s Jessie a Zuri. Když uvíznou Teddy a PJ ve vánici v New Yorku, rozhodnou se zůstat u Jessie Prescottové a Zuri Rossové. Zpět v Denveru Amy a Bob se snaží přijít na to, co chce Charlie k Vánocům. Hostující hvězdy: Debby Ryan jako Jessie Prescottová, Peyton List jako Emma Rossová, Cameron Boyce jako Luke Ross, Karan Brar jako Ravi Ross, Skai Jackson jako Zuri Rossová, Kevin Chamberlin jako Bertram Winkle, Samantha Boscarino jako Skyler Poznámka: Tento díl je vánoční hodinový speciál a crossover se seriálem Jessie |           |                                 |                                      |                    |                    |
| 95 | 18        | Accepted                        | Příjetí                              | 19. ledna 2014     | 10. srpna 2014     |
| Amy chce jezdit na koloběžce s Gabem po okolí, z čeho je zděšen. Mezitím je Teddy na seznamu čekatelů pro přijetí na vysokou školu. Bob jde do školky Charlie vyprávět vtipy. |           |                                 |                                      |                    |                    |
| 96 | 19        | Down a Tree                     |                                      | 26. ledna 2014     |                    |
| Gabe zjišťuje, že PJ žije v Duncanovic domě na stromě poté, co on a Emmett nestačí dál platit nájem za jejich byt. Teddy pomáhá rodičům Ivy vypořádat se s tím, že jejich dcera odjíždí na vysokou školu. Amy a Bob domluví hraní Charlie s její kamarádkou ale zjišťují, že je to dcera lesbického páru. Hostující hvězdy: Raven Goodwin jako Ivy Wentzová |           |                                 |                                      |                    |                    |
| 97 | 20        | Good Bye Charlie                | Hodně štěstí Teddy                   | 16. února 2014     | 24. srpna 2014     |
| Teddy odchází na vysokou školu a natáčí poslední videodeník pro Charlie. Teddy zjistí, že je těžké dosáhnout, aby byl poslední deník zvláštní. Amy se snaží získat práci na plný úvazek v Dobré ráno Denveru poté, co hlavní moderátorka opouští show. Gabe a paní Dabneyová chtějí dostat nového kluka jménem Matt, ze jeho vtípky. PJ a jeho přítel Gravy se pokouší mít vlastní občerstvení a prodávat ryby s omáčkou, ale PJ si nemyslí, že je to dobrý nápad. PJ si pak otvírá vlastní stánek a Bob získává práci u PJe. Prodávají arašídové máslo a želé sendviče které každému chutnají. Bob a Charlie zjistí, že je Spencer zpátky ve městě a Teddy ho chce pozvat na svůj rozlučkový večírek. Spencer přijde spolu s Victorem, Skylar, Emmettem, paní Dabneyovou, Lauren a Vonnie kteří se přišli rozloučit. Teddy a Spencer zazpívají píseň, pro Charlie. Další den Spencer navštíví Duncanovi, protože si u nich nechal bundu. Teddy a Spencer zjišťují, že jejich vysoké školy nejsou tak daleko od sebe, a mohli by se dál potkávat jako přátelé. Poté Spencer Teddy dvakrát políbí a nakonec se dávají zase dohromady. Seriál končí když Teddy dělá poslední videodeník s celou rodinou a říkají společně "HODNĚ ŠTĚSTÍ, CHARLIE" Poznámka: Tento díl je hodinový speciál a je posledním dílem seriálu. |           |                                 |                                      |                    |                    |